# Jan Bartošek
Jan Bartošek (* 10. listopadu 1971 Jihlava) je český politik, od února 2014 do října 2017 a opět od listopadu 2021 místopředseda Poslanecké sněmovny, od října 2013 poslanec Poslanecké sněmovny PČR a v letech 2017 až 2021 předseda Poslaneckého klubu KDU-ČSL, v letech 2016 až 2024 zastupitel Jihočeského kraje (v letech 2020 až 2022 navíc radní kraje), bývalý místostarosta města Dačice, v letech 2011 až 2024 místopředseda KDU-ČSL (v letech 2022 až 2024 pak navíc 1. místopředseda).

## Život
Vystudoval Jihočeskou univerzitu v Českých Budějovicích, zemědělskou fakultu. V letech 2000 až 2003 absolvoval specializační studium Dramaterapie na Pedagogické fakultě Univerzity Palackého v Olomouci. Od roku 2000 se živil jako terapeut v Terapeutické komunitě Podcestný mlýn u Dačic, kde se věnoval práci s pacienty trpícími závislostí na návykových látkách. Je také externím pedagogem na Pedagogické fakultě Univerzity Palackého v Olomouci a na Vysoké škole polytechnické v Jihlavě. V červnu 2023 byl zvolen místostarostou křesťanské sportovní organizace Orel.
Jan Bartošek je ženatý a má dva syny.

## Politické působení
V roce 2006 vstoupil do KDU-ČSL. Neúspěšně kandidoval v Jihočeském kraji v krajských volbách (2008 a 2012) a ve volbách do Poslanecké sněmovny (2010). V říjnu 2010 byl zvolen zastupitelem města Dačice a o měsíc později i místostarostou Dačic. V komunálních volbách v roce 2014 post městského zastupitele obhájil. Vzhledem k funkci poslance a místopředsedy Poslanecké sněmovny PČR však již neusiloval o post místostarosty města. Mandát zastupitele města obhájil i ve volbách v roce 2018. V komunálních volbách v roce 2022 kandidoval do zastupitelstva Dačic z 8. místa kandidátky KDU-ČSL. Vlivem preferenčních hlasů však skončil čtvrtý, a obhájil tak mandát zastupitele.
V prosinci 2011 byl Jan Bartošek zvolen na Celostátní konferenci místopředsedou KDU-ČSL. Tuto funkci obhájil na sjezdu KDU-ČSL v Olomouci 8. června 2013 i v květnu 2015 na sjezdu ve Zlíně, tentokrát dostal 205 hlasů.
Ve volbách do Poslanecké sněmovny PČR v roce 2013 kandidoval v Jihočeském kraji jako lídr KDU-ČSL a byl zvolen poslancem, když získal zároveň 14,93 % preferenčních hlasů. Mluvilo se o něm jako o kandidátovi KDU-ČSL na post ministra práce a sociálních věcí ČR ve vládě Bohuslava Sobotky. Tento post ale nakonec získala ČSSD. Po rezignaci Pavla Bělobrádka na funkci místopředsedy Poslanecké sněmovny PČR (stal se totiž členem vlády), nominovala KDU-ČSL na tuto uvolněnou pozici právě Bartoška. Úspěšně zvolen do ní byl dne 6. února 2014, když získal 98 hlasů ze 161 odevzdaných hlasů. Funkci vykonával do října 2017.
V krajských volbách v roce 2016 byl za KDU-ČSL zvolen zastupitelem Jihočeského kraje. Na sjezdu KDU-ČSL v květnu 2017 v Praze obhájil funkci místopředsedy strany. Ve volbách do Poslanecké sněmovny PČR v roce 2017 byl lídrem KDU-ČSL v Jihočeském kraji. Získal 1 900 preferenčních hlasů a obhájil mandát poslance. Dne 24. října 2017 se stal novým předsedou Poslaneckého klubu KDU-ČSL.
V říjnu 2018 oznámil, že bude na sjezdu KDU-ČSL kandidovat na post předsedy strany. V samotné volbě dne 29. března 2019 však neuspěl. V prvním kole volby získal 78 hlasů a nepostoupil tak ani do druhého kola volby. Nicméně následně obhájil post místopředsedy strany.
O post předsedy KDU-ČSL se ucházel i o necelý rok později na mimořádném lednovém sjezdu KDU-ČSL v lednu 2020, kvůli rezignaci předsedy Marka Výborného. Hlavními protikandidáty mu byli europoslanec Tomáš Zdechovský (i když ten se těsně před volbou kandidatury vzdal) a bývalý ministr zemědělství ČR Marian Jurečka. Předsednický post Bartošek nezískal, protože obdržel jen 142 hlasů, zatímco Jurečka 205 hlasů. Obhájil však post řadového místopředsedy.
V krajských volbách v roce 2020 obhájil jako člen KDU-ČSL na kandidátce subjektu „TOP 09 a KDU-ČSL - Společně pro jižní Čechy“ post zastupitele Jihočeského kraje. Dne 3. listopadu 2020 se navíc stal radním kraje. Funkci vykonával do roku 2022.
Ve volbách do Poslanecké sněmovny PČR v roce 2021 kandidoval z pozice člena KDU-ČSL na 2. místě kandidátky koalice SPOLU (tj. ODS, KDU-ČSL a TOP 09) v Jihočeském kraji a byl znovu zvolen poslancem. Následně jej dne 12. října 2021 vystřídal ve funkci předsedy Poslaneckého klubu KDU-ČSL kolega Marek Výborný. Na ustavující schůzi Sněmovny dne 10. listopadu 2021 byl opět zvolen do pozice místopředsedy dolní komory.
Na sjezdu KDU-ČSL v dubnu 2022 byl zvolen 1. místopředsedou strany, když porazil dosavadní 1. místopředsedkyni Šárku Jelínkovou. Podporu mu vyjádřilo 63 % hlasujících, tedy 175 delegátů z celkového počtu 276 hlasujících. Na sjezdu strany v říjnu 2024 již na místopředsednickou funkci nekandidoval.
Podpořil by přesun českého velvyslanectví v Izraeli z Tel Avivu do Jeruzaléma.
V listopadu 2024 odsoudil zatykač, který na izraelského premiéra Benjamina Netanjahua vydal Mezinárodní trestní soud v Haagu kvůli obvinění z válečných zločinů během války v Pásmu Gazy. Podle Bartoška rozhodnutí ICC de facto zlegalizovalo antisemitismus na globální úrovni a proto doporučil „pozastavit finanční příspěvek ČR na chod Mezinárodního trestního soudu“.
V krajských volbách v roce 2024 opět obhajoval jako člen KDU-ČSL post zastupitele Jihočeského kraje, a to na kandidátce subjektu „Společně pro jižní Čechy - TOP 09, KDU-ČSL, Tábor 2020“, ale tentokrát neuspěl. Uskupení získalo jen 4,45 % hlasů, do krajského zastupitelstva se nedostalo a mandát krajského zastupitele se mu tak nepodařilo obhájit.
Ve volbách do Poslanecké sněmovny PČR v roce 2025 kandiduje z pozice člena KDU-ČSL na 3. místě kandidátky koalice SPOLU (tj. ODS, KDU-ČSL a TOP 09) v Jihočeském kraji.